# Горовиц, Регина Самойловна
Регина Самойловна Горовиц (в первом браке Розенфельд, во втором Либерман; 28 декабря 1899 [10 января 1900], Киев — 9 сентября 1984, Харьков) — советская пианистка и музыкальный педагог, сестра Владимира Горовица.

## Биография
Училась в Киевской консерватории у Владимира Пухальского. В 1926 году с родителями переехала в Москву, где её отец устроился заведующим электротехнической секцией государственного института по проектированию
сахарных заводов «Гипросахар» Наркомпищепрома. В 1927 году она вторично вышла замуж и переехала в Харьков. 
В 1920—1930-е годы активно концертировала в СССР, выступала как концертмейстер с Натаном Мильштейном, Давидом Ойстрахом и другими выдающимися музыкантами. Однако в 1937 году она были вынуждена отказаться от исполнительской карьеры, так как её брат Владимир Горовиц решил не возвращаться на Родину, а 6 ноября того же года был арестован её отец (по постановлению Особого совещания при НКВД СССР от 28 марта 1938 года как социально опасный элемент сослан в Вологодскую область, город Тотьма, сроком на пять лет; умер в ссылке). Регине Либерман (Горовиц) запретили выступать, поэтому ей пришлось заняться преподавательской деятельностью, сперва в Харьковском музыкальном училище, а затем на протяжении нескольких десятилетий в Харьковской консерватории и параллельно — в Школе-десятилетке при Консерватории. 

Класс Р. С. Горовиц, 1970-е гг.

Поддерживая связь с братом начиная с 1960-х годов, получала его записи и знакомила с ними харьковских музыкантов; в то же время, как свидетельствуют мемуаристы, «за это общение Регина платила дорого. Помимо отчуждения, преследований, проблем с карьерой она была, как тогда говорилось, „невыездная“». В 1975 году в журнале «Советская музыка» с высокой оценкой педагогической деятельности Регины Горовиц выступил Яков Зак.
Среди учеников: Т. Кравцов, В. Макаров, С. Полусмяк, И. Наймарк, Л. Маргариус, С. Захарова.

## Семья
Первый муж (с 1919 года) — музыкант Бернард Розенфельд (в первом браке Регина Горовиц носила фамилию Розенфельд).
Второй муж (с 1927 года) — экономист Евсей Григорьевич Либерман (во втором браке Регина Горовиц носила фамилию Либерман).